# Keroplatus
Keroplatus är ett släkte av tvåvingar som beskrevs av Louis Augustin Guillaume Bosc 1792. Keroplatus ingår i familjen platthornsmyggor.

## Arter inomKeroplatus[2]
- Keroplatus affinis
- Keroplatus apicalis
- Keroplatus carbonarius
- Keroplatus caribai
- Keroplatus clausus
- Keroplatus fiebrigi
- Keroplatus fuscomaculatus
- Keroplatus golbachi
- Keroplatus heimi
- Keroplatus lobatus
- Keroplatus militaris
- Keroplatus nigrescens
- Keroplatus nipponcius
- Keroplatus notaticoxa
- Keroplatus obscurus
- Keroplatus ornativentris
- Keroplatus papaveroi
- Keroplatus quadripunctatus
- Keroplatus reaumurii
- Keroplatus rufus
- Keroplatus samiri
- Keroplatus sesioides
- Keroplatus tergatus
- Keroplatus terminalis
- Keroplatus testaceus
- getinglik svampmygga
- Keroplatus trinidadensis
- Keroplatus tuvensis